# Hailuoto

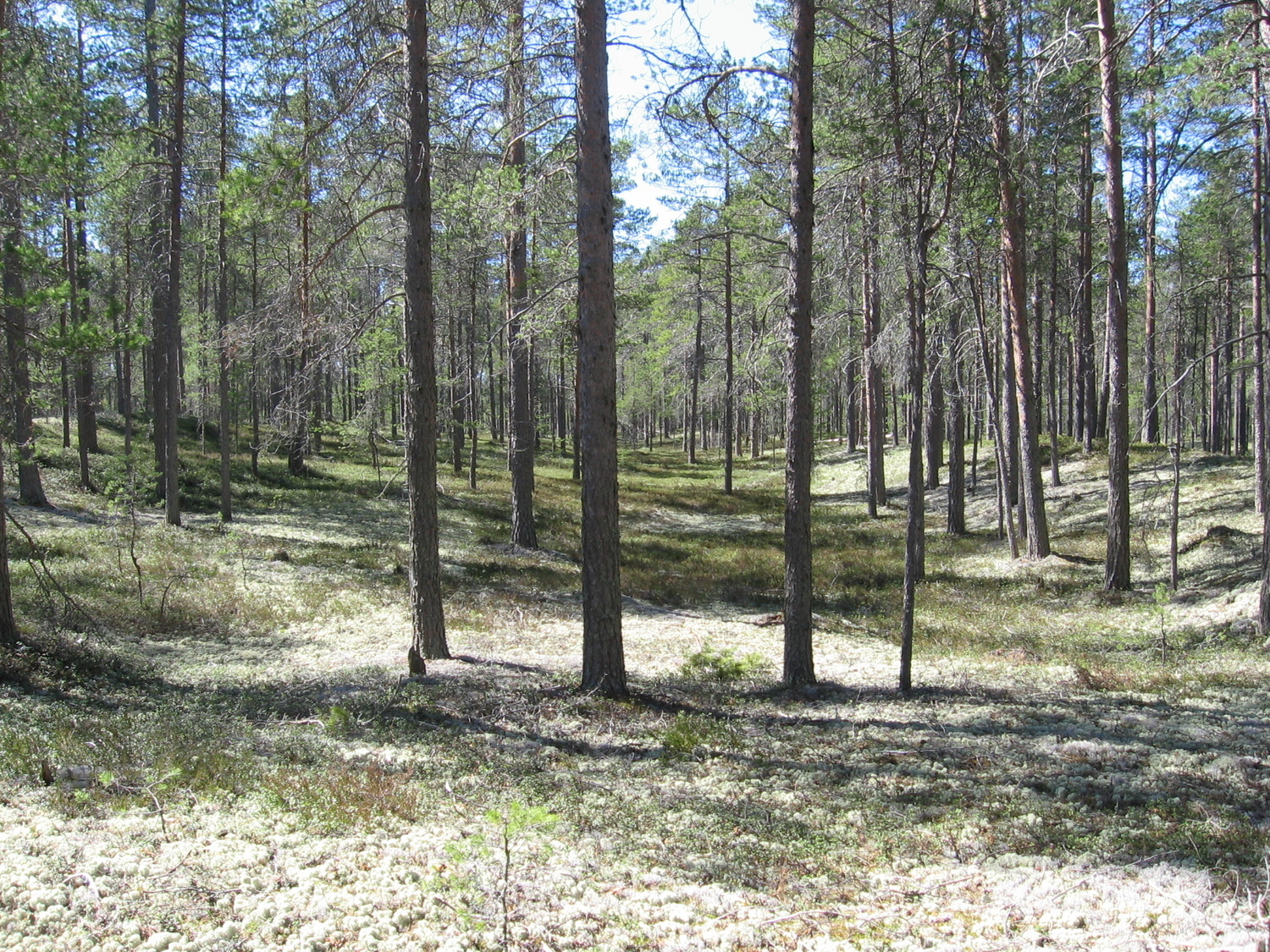
Les na Hailuotu

Hailuoto (švédsky Karlö) je ostrov a obec ve Finsku v provincii Severní Pohjanmaa Populace Hailuoto činí 1000 obyvatel (2007). Rozloha obce 196,56 km² včetně mořských oblastí. Na vnitrozemské vodní plochy připadá 2,64 km². Hustota zalidnění je 5 obyvatel na km².
Hailuoto leží na stejnojmenném ostrově v Botnickém zálivu naproti městu Oulu. Mezi Hailuotem a Oulunsalem funguje pravidelný přívoz. V zimě spojuje ostrov s pevninou oficiální ledová silnice.
Země v tomto kraji se konstantně zvedá díky postglaciálnímu vzestupu. Odhaduje se, že první části Hailuota se z Botnického zálivu vynořily asi před 1700 lety. Dnešní ostrov vznikl spojením mnoha menších ostrůvků. Dva větší ostrovy, Santonen a Hanhinen, se spojily s hlavním ostrovem (Luoto) teprve před asi dvěma stoletími. Ostrov se nadále zvětšuje a je možné, že se za čas spojí s pevninou. Mokřina Kirkkosalmi mezi Hanhinenem a Luotem je věhlasným ptačím útočištěm, kde lze nalézt mnoho vzácných ptačích druhů.